# Jan Heusdens

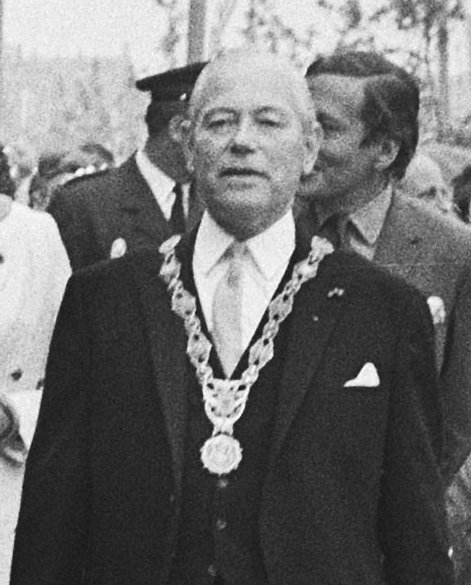
Burgemeester mr. J. Heusdens (1971)

Jan Heusdens (Bodegraven, 17 maart 1910 – Den Haag, 17 december 1986) was een Nederlands partijloos burgemeester.
Hij werd geboren als zoon van Jasper Jacobus Heusdens (1877-1922, koopman) en Johanna Hasina Loman (1875-1955). Na de hbs in Woerden ging hij rechten studeren aan de Rijksuniversiteit Utrecht. Hij is daar in 1934 afgestudeerd en vestigde zich vervolgens als advocaat in Utrecht. Een jaar later ging hij als jurist in algemene dienst werken bij het ministerie van Binnenlandse Zaken waar hij terecht kwam bij de afdeling binnenlands bestuur. In 1939 was hij hoofd van het bureau 'openbare orde en veiligheid'. Op 1 januari 1947 werd Heusdens benoemd tot burgemeester van Vlaardingen. In april 1975 ging hij daar met pensioen en eind 1986 overleed hij op 76-jarige leeftijd. In Vlaardingen is de 'Burgemeester Heusdenslaan' naar hem vernoemd.